# Ademar Miranda Júnior
José Carlos da Silva Lemos, beter bekend als Ademar Pantera (São Paulo, 17 oktober 1941 - aldaar, 30 november 2001) was een  Braziliaanse voetballer. 

## Biografie
Ademar begon zijn carrière in 1960 bij Prudentina, dat toen in de derde klasse speelde van het Campeonato Paulista. Na twee promoties op rij speelde de club dan in de hoogste klasse en werd hij opgemerkt door andere clubs. Door zijn agressieve speelstijl kreeg hij de bijnaam Pantera. In 1964 ging hij voor het grote Palmeiras spelen. Hiermee won hij in 1965 het Torneio Rio-São Paulo en in 1966 het staatskampioenschap. Doordat hij een beenbreuk opliep in een wedstrijd tegen Botafogo FC kon hij niet deelnemen aan het WK 1966. In 1967 ging hij voor Flamengo spelen en werd samen met César Maluco topschutter van het Torneio Roberto Gomes Pedrosa. Na één jaar keerde hij terug naar Palmeiras maar ging datzelfde jaar wel naar Fluminense. Hij beëindigde zijn carrière reeds op 28-jarige leeftijd bij Coritiba. 
Hij overleed in 2001 aan een spierziekte. 